# Myrmarachne opaca
Myrmarachne opaca là một loài nhện trong họ Salticidae.
Loài này thuộc chi Myrmarachne. Myrmarachne opaca được Ferdinand Karsch miêu tả năm 1880.